# Никола Фурнаджиев (награда)
Вижте пояснителната страница за други значения на Никола Фурнаджиев.
Националната награда за поезия „Никола Фурнаджиев“ е учредена през 1981 г. от Община Пазарджик с Решение № 2 от заседание на Изпълнителния комитет на Общинския народен съвет от 28 януари 1981 г. като израз на признание към паметта на родения в Пазарджик български поет Никола Фурнаджиев. За първи път е връчена през 1983 г. в рамките на Литературни дни „Никола Фурнаджиев“ и е съпътствана от конкурси между творците от Пазарджишки регион и средношколците.
След близо 10-годишно прекъсване през 1989 г. Литературните дни „Никола Фурнаджиев“ и връчването на наградата се възобновяват. Актуализира се и статутът на наградата.
Отново е преучредена през 2003 г. с Решение № 72 от 24.04.2003 г. на Общински съвет Пазарджик.
Националната награда за поезия „Никола Фурнаджиев“ се присъжда от Община Пазарджик за цялостно литературно творчество, постижения и национален принос в поетическия жанр.
Наградата се присъжда на 2 (две) и 3 (три) години през месец май в последователност, съвпадаща с кръглите годишнини от рождението на поета Никола Фурнаджиев, в рамките на ежегодните Литературни дни „Никола Фурнаджиев“.
С наградата се удостояват български поети. По изключение тя може да бъде присъдена на чуждестранен автор за особени заслуги към популяризацията на българското поетично слово, лично творчество и публикации, тематично свързани с България.
Наградата не може да се присъжда посмъртно. Предложения за присъждане на наградата могат да правят поканени от Община Пазарджик институции, творчески организации и сдружения, специализирани литературни издания. За наградата не могат да бъдат предлагани творци, на които вече е присъждана.
Кметът на Община Пазарджик назначава със Заповед комисия, състояща се от Председател и четирима членове, която да разгледа постъпилите предложения. В комисията задължително се кани предходен носител на наградата, представител на общината и литературен критик. Кметът на Община Пазарджик със Заповед присъжда Националната награда за поезия „Никола Фурнаджиев“ въз основа на Решението на комисията, мотивирано в Протокол от заседанието ѝ.
Носителят на наградата получава парична сума от 2000 лв. и грамота. По изключение наградата може да се раздели равностойно между двама творци, като общата сума остава същата.

## Наградени автори
- Димитър Методиев (1985),
- Първан Стефанов,
- Иван Динков,
- Иван Цанев,
- Константин Павлов (2000)[3],
- Христо Фотев (2003) (посмъртно)[4],
- Воймир Асенов,
- Евтим Евтимов и Борис Христов (2009)[5],
- Никола Инджов и Борислав Геронтиев (2013) (жури с председател доц. Александър Йорданов - литературен критик и историк, и членове Благовеста Касабова - литературен критик и историк, Никола Иванов -литературен критик, Маргарита Петкова - поетеса, и Цветанка Убинова - поетеса)[6][7][8].
- Румен Леонидов и Боян Ангелов (2016) (жури с председател Митко Новков и членове Никола Инджов (предишен носител на наградата), Иван Есенски, Тодор Биков и Диана Матакиева)[9][10][11][12]
- Георги Борисов (2023) (жури с председател Хари Харалампиев)[13][14]